# Marianne Bourg
Marianne Bourg (* in Luxemburg) ist eine luxemburgisch-französische Schauspielerin, Synchronsprecherin, Filmproduzentin und Drehbuchautorin. Sie hat außerdem die US-amerikanische Staatsbürgerschaft.

## Leben
Bourg wuchs mit Französisch, Luxemburgisch, Deutsch und Englisch als Muttersprachen mehrsprachig auf. Sie hat außerdem gute Sprachkenntnisse in Latein, Russisch und Spanisch. Sie besuchte die Lycée Louis-le-Grand in Paris sowie die University of Cambridge und erlangte ihren Master of Arts in Business und Finanzen an der EDHEC Business School in Lille, worunter auch ein Auslandssemester an der Sun-Yat-sen-Nationaluniversität in China fiel. Ein erstes Schauspielstudium machte sie von 2001 bis 2008 am Konservatorium der Stadt Luxemburg. Von 2011 bis 2013 erlangte sie ihren Master of Fine Arts in Schauspiel an der New York Film Academy and Acting Studio. Danach folgten weitere Schauspielkurse.
Bereits während ihres Schauspielstudiums am Konservatorium der Stadt Luxemburg spielte Bourg 2003 im Spielfilm Lost/Found mit. In den nächsten Jahren folgten vor allem Besetzungen in verschiedenen Kurzfilmen. 2013 war sie unter anderen als Episodendarstellerin in den Fernsehserien Navy CIS und The Middle zu sehen. Im Folgejahr hatte sie eine kleinere Rolle in Bad Neighbors inne. 2015 übernahm sie in Road Wars – Willkommen in der Hölle die Rolle der Orsini. 2016 war sie unter anderen in drei Episoden der Fernsehserie Awkward – Mein sogenanntes Leben als Intern Terry zu sehen. 2017 stellte sie in der Fernsehserie Sketchy in sechs Episoden die Rolle der Emma Raven dar.

## Filmografie (Auswahl)

### Schauspiel
- 2003: Lost/Found
- 2004: University Heights
- 2004: Shades (Kurzfilm)
- 2012: BlackBoxTV (Fernsehserie, 2 Episoden, verschiedene Rollen)
- 2012: Dandy-Lion (Kurzfilm)
- 2012: Future Starts Slow (Kurzfilm)
- 2012: It Happened in February (Kurzfilm)
- 2012: Infernalis (Kurzfilm)
- 2013: Jacked Up (Fernsehserie, Episode 1x01)
- 2013: Silent Voices (Kurzfilm)
- 2013: The Last Supper (Kurzfilm)
- 2013: Lies Hidden in the Truth (Kurzfilm)
- 2013: Happy Birthday (Kurzfilm)
- 2013: Magic (Kurzfilm)
- 2013: Real Love or Who Is Sylvia? (Kurzfilm)
- 2013: Hidden Hills
- 2013: Shouldn't Open It (Kurzfilm)
- 2013: Dia-Cide (Kurzfilm)
- 2013: Navy CIS (NCIS, Fernsehserie, Episode 11x04)
- 2013: The Middle (Fernsehserie, Episode 5x04)
- 2013: Tattoo Nightmares (Fernsehserie)
- 2013: Mama Doesn't Know Best (Kurzfilm)
- 2014: Bobo Noir
- 2014: Gun Woman
- 2014: Bad Neighbors (Neighbors)
- 2014: A Summer Break (Kurzfilm)
- 2014: Rakeh (Fernsehserie, Episode 1x09)
- 2014: The Love Pentagram (Kurzfilm)
- 2014: Helicopter Mom
- 2014: Van Dexter, Vampire Slayer Begins (Kurzfilm)
- 2014: Margo & Michael (Kurzfilm)
- 2014: Inherent Vice – Natürliche Mängel (Inherent Vice)
- 2014: The Toy Soldiers
- 2014: The Treehouse
- 2014: Miracle Medicine (Kurzfilm)
- 2014: Low Life (Fernsehserie, Episode 1x05)
- 2014: At the Maple Grove
- 2015: Solo (Kurzfilm)
- 2015: It Wasn't Me (Kurzfilm)
- 2015: Snake Eyes (Kurzfilm)
- 2015: About Scout
- 2015: Road Wars – Willkommen in der Hölle (Road Wars)
- 2015: Me Him Her
- 2015: Borderline (Fernsehserie, Episode 1x06)
- 2015: The Goldenboy (Fernsehserie, Episode 1x05)
- 2015: Wilshire & Grand
- 2015: The Swordsman (Kurzfilm)
- 2015: Bananas (Kurzfilm)
- 2016: $elfie Shootout
- 2016: Decommissioned – Anschlag auf Befehl (Decommissioned)
- 2016: Silent Cry Aloud
- 2016: Ghost Goggles
- 2016: Here in the East
- 2016: Hello from the Outside (Kurzfilm)
- 2016: Breaking Free (Kurzfilm)
- 2016: Plaything (Kurzfilm)
- 2016: Awkward – Mein sogenanntes Leben (Awkward., Fernsehserie, 3 Episoden)
- 2016: SHADOW the Resurrection (Fernsehserie, 5 Episoden)
- 2016: Game of Groans (Kurzfilm)
- 2016: Dandelion (Kurzfilm)
- 2016: Hopeless, Romantic (Fernsehfilm)
- 2016: Wynn (Fernsehserie)
- 2016: The Flash Sequence (Kurzfilm)
- 2016: Angie Tribeca (Fernsehserie, Episode 2x10)
- 2016: Happy Tree (Kurzfilm)
- 2016: Cold Sun
- 2017: Imaginary Friends (Kurzfilm)
- 2017: The Sex Addict
- 2017: Wait Crimes (Fernsehserie, Episode 1x02)
- 2017: Pearl: A Fashion Film by Brandon Jameson (Kurzfilm)
- 2017: Sketchy (Fernsehserie, 6 Episoden)
- 2017: Dead Head
- 2017: Toxic Tutu
- 2017: Plus One (Kurzfilm)
- 2017–2020: Sangre Negra (Fernsehserie, 2 Episoden)
- 2018: The Second Coming of Christ
- 2018: ¡He matado a mi marido!
- 2018: StoneGuard (Kurzfilm)
- 2018: Karma Dog
- 2018: Trumped! (Fernsehserie, Episode 2x02)
- 2018: Zëmmer Ze Verlounen (Fernsehserie, Episode 1x07)
- 2019: The Room
- 2019: Prospectors The Forgiven
- 2021: Addictions (Kurzfilm)
- 2021: The Role of a Lifetime (Kurzfilm)
- 2022: A Blonde, A Brunette and A Redhead (Kurzfilm)
- 2023: Lion-Girl

### Synchronisationen
- 2016: Interwoven

### Produktion
- 2013: Silent Voices (Kurzfilm)
- 2013: Lies Hidden in the Truth (Kurzfilm)
- 2013: Real Love or Who Is Sylvia? (Kurzfilm)
- 2018: StoneGuard (Kurzfilm)
- 2020: Hush (Kurzfilm)
- 2022: A Blonde, A Brunette and A Redhead (Kurzfilm)

### Drehbuch
- 2013: Silent Voices (Kurzfilm)
- 2013: Lies Hidden in the Truth (Kurzfilm)
- 2018: StoneGuard (Kurzfilm)
- 2022: A Blonde, A Brunette and A Redhead (Kurzfilm)

## Theater (Auswahl)
- 2013–2014: MacBeth, Regie: Louis Fantasia, Shakespeare in the Park
- 2015–2016: The Shape of Things, Regie: Gail Bryson, ACME Theater
- 2016–2017: Picasso’s Women, Regie: Aramazd Stepanian, Los Angeles Fringe Festival
- 2018–2019: No Place to be Somebody, Regie: Richard Lawson, WACO Theater
- 2018–2020: Welcome, Regie: Patrice Thibaud, Palais de Chaillot / Grand Théâtre Luxembourg
- seit 2022: Mettre au Monde, Regie: Renelde Pierlot, Grand Théâtre de la Ville de Luxembourg